# Georgi Dakov
Georgi Dakov (Bulgaria, 21 de octubre de 1967-29 de julio de 1996) fue un atleta búlgaro especializado en la prueba de salto de altura, en la que consiguió ser medallista de bronce europeo en 1990.

## Carrera deportiva
En el Campeonato Europeo de Atletismo de 1990 ganó la medalla de bronce en el salto de altura, saltando por encima de 2.34 metros, siendo superado por el yugoslavo Dragutin Topić y el soviético Aleksey Yemelin, ambos también con 2.34 metros pero en menos intentos.